# Interstate 395 (Floride)
Pour les articles homonymes, voir Interstate 395.
L'interstate 395 (I-395) est une courte autoroute inter-États située au nord du centre-ville de Miami, dans le sud-est de la Floride. Elle porte également la désignation de SR 836. L'I-395 fait un peu plus de deux kilomètres (1,29 mile), ce qui fait de l'I-395 la plus courte autoroute inter-États numérotée dans la grande région de Miami. Globalement, elle relie l'I-95 à la MacArthur Causeway (US 41) vers Miami Beach.

## Description du tracé

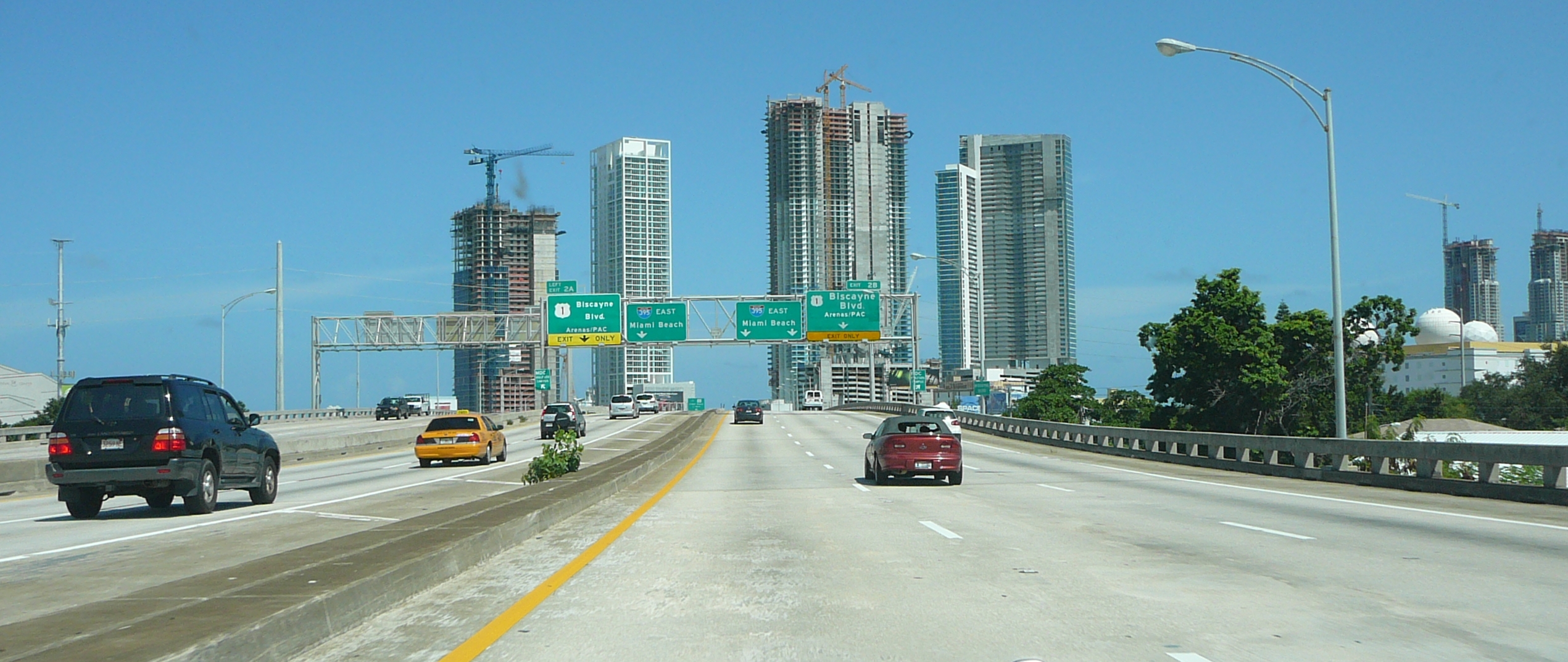
L'interstate 395 direction est, au nord du centre-ville de Miami.

L'I-395 débute à l'échangeur avec l'I-95 et la SR 836, un échangeur complexe surélevé qui occupe une grande partie du quartier d'Overtown, au nord du centre-ville de Miami. L'I-395 est la continuité de la SR 836 en direction est, en provenance de l'Aéroport international de Miami. Elle se dirige vers l'est dans l'échangeur I-95 / I-395 / SR 836, puis courbe légèrement vers le sud-est pour passer de la hauteur de la 15th Street et de la 12th Street, qu'elle surplombe en revenant vers l'est dans le quartier de Carnival Center. Elle possède ensuite un échangeur avec les US routes 1 et 41 dans le même quartier, au nord du Bicentennial Park, puis se termine à l'est de cet échangeur, où la US 41 prend sa place pour traverser la baie de Biscayne (Biscayne Bay) sur la MacArthur Causeway, une route majeure qui relie Miami au quartier touristique de Miami Beach et à la SR A1A.

## Liste des sorties
| Interstate 395 |              |      |      |        | | |
| Comté          | Municipalité | mi   | km   | Sortie | Intersections / Destinations | Notes |
| Miami-Dade     | Miami        | 0,00 | 0,00 | 1      | I-95, SR 836 ouest (Dolphin Expressway) / 8th Street – Centre-ville de Miami, Aéroport international de Miami, Fort Lauderdale, Key Biscayne | Indiqué sortie 1A (sud) et 1B (nord); sortie 2D-3A de l'I-95; la route se continue à l'ouest comme SR 836 |
| Miami-Dade     | Miami        | 0,95 | 1,53 | 2      | US 1 (Biscayne Boulevard) / Northeast Second Avenue – Kaseya Center, PAC, Bayside, Musée des sciences                                        | Indiqué sortie 2A en direction est (sortie 2B pour les automobilistes en provenance de l'I-95             |
| Miami-Dade     | Miami        | 1,18 | 1,90 | —      | SR A1A nord vers SR 887 (en) (Port de Miami via le Tunnel) – Miami Beach, Jungle Island, Miami Children's Museum, Miami Seaplane Base        | La route continue à l'est comme SR A1A via la MacArthur Causeway                                          |
|                |              |      |      |        | | |